# A Mulher Fatal Encontra o Homem Ideal
A Mulher Fatal Encontra o Homem Ideal é um curta-metragem brasileiro de 1987 escrito e dirigido por Carla Camurati.

## Sinopse
Uma varredora das ruas recebe a visita da fada-madrinha que a transforma em fulgurante estrela de cinema e TV. Mas o encanto desaparece quando a programação da televisão sai do ar.

## Elenco
- Carla Camurati
- Norma Bengell
- Thales Pan Chacon
- Bianca Byington
- Sérgio Mamberti
- Marisa Orth

## Prêmios
- Melhor Diretor no Festival de Brasília 1987[2]
- Prêmio Abraci no Festival de Brasília 1987[2]
- Melhor Curta - Júri Popular no Rio Cine 1987[2]
- Prêmio Leon Hirszman no Rio Cine 1987[2]

## Festivais
- Festival de Clermont-Ferrand 1988[2]
- Festival Internacional de Curtas de São Paulo 1991[2]